# ヨーイング

3次元の回転

ラダーによる機体の振向（ヨーイング）。

ヨーイング（yawing）とは、偏揺または偏走と呼ばれる現象や状態。

## 偏揺
乗り物など前後・左右・上下が決まった物体が、上下を軸として（つまり、水平面内で）回転すること。ヨー（yaw）とも呼ばれる。これに対して、左右を軸にした回転はピッチング（pitching）またはピッチ（pitch）、前後を軸にした回転はローリング（rolling）またはロール（roll）である。
ヨーイングは、主に、航空機、自動車、船舶、鉄道車両やナセル（風力発電のタービンを内包する外殻）について言うことが多い。

### 飛行機
飛行機がヨーイングを制御する（ヨーイングする、またはヨーイングを抑える）には、方向舵（ラダー）を使う。ただし、ラダーのみで旋回を行った場合は、横滑りの危険が生じる。実際に飛行機が旋回を行う場合は、旋回方向へのローリング、そして機体が傾いた状態からはピッチングを併せて行うのが通常である。そのため飛行機の旋回においては、ローリング、ヨーイング、ピッチングの3動作が全て関わる事になる。

### 船舶
船舶では、水圧の差異や拙劣な操舵によって生じる船首揺れをいう。

### 鉄道車両
鉄道車両のヨーイングについては蛇行動を参照。

## 偏走
偏走は、本来の針路や航路から外れて進むことをいう。